# Вальфорс, Вильгельм
Вильгельм Вальфорс (фин. Emil Wilhelm Wahlforss, 1891—1969) — финский предприниматель, промышленник, генеральный директор концерна Wärtsilä на протяжении 35 лет, горный советник.
Проработав около сорока лет на различных руководящих должностях, Вальфорс стал символом промышленного развития Финляндии в 1940-е, 1950-е и начале 1960-х годов.

## Биография
Эмиль Вильгельм Вальфорс родился 25 июня 1891 года в Хельсинки в семье Хенрика Альфреда Вальфорса (1839—1899), доктора философии, талантливого профессора химии, преподававшего в Хельсинкском политехническом училище (Polyteknillinen Opisto), и Эмилии Элизабет Лонгъельм (1863—1937).
В 1911 году, после окончания лицея, Вильгельм Вальфорс поступил в институт, в которой в своё время преподавал его отец (с 1908 года это заведение называлось Высшей технической школой); в 1916 году он окончил это учебное заведение, получив диплом инженера по специальности «машиностроение».
Некоторое время Вальфорс работал на Петроградском оружейном заводе «Людвиг Нобель» (сейчас — «Русский дизель») в должности чертёжника (1916—1917), затем в Турку в АО «Турун Раутатеоллисуус» инженером машиностроительного производства, затем в АО «Фискарс» техническим директором.
В период финской гражданской войны Вальфорс был руководителем местного шюцкора. В 1919 году Вальфорс вернулся на работу в «Турун Раутатеоллисуус», теперь в качестве технического директора.
В 1921 году был назначен исполнительным директором АО «Лехтониеми» — объединения в составе судоверфи и машиностроительного завода; это назначение стало возможным в том числе и по причине того, что одним из собственников предприятия был тесть Вальфорса, барон Каролюс Вреде. Именно на «Лехтониеми» проявились выдающиеся предпринимательские способности Вальфорса. Несмотря на потерю предприятием после Октябрьской революции российского рынка сбыта, Вальфорс смог удержать предприятие на плову и улучшить его экономические показатели.
В апреле 1926 года Вальфорс перешёл на новую работу, став руководителем АО «Вяртсиля», — он возглавлял это предприятие до 1961 года, когда ушёл на пенсию в возрасте 70 лет. К моменту прихода Вальфорса «Вяртсиля» была убыточным предприятием с большими долгами. К 1931 году Вальфорсу удалось вывести предприятие на уровень безубыточности, однако оно продолжала оставаться на грани банкротства, что было связано в том числе и с общемировым экономическим кризисом. Ситуацию спасло производство оцинкованной проволоки, которое было начато на «Вяртсиле» незадолго до кризиса. «Вяртсиля» стало первым предприятием в Северной Европе, которое стало выпускать эту продукцию. В 1920-х и в начале 1930-х годов на предприятии работало менее тысячи человек, в 1938 году число работающих составляло около 6 тысяч человек, а в конце 1940-х годов — около 11 тысяч. К концу 1930-х годов АО «Концерн Вяртсиля» вошёл в число крупнейших промышленных предприятий Финляндии, а после окончания Второй мировой войны значение концерта ещё больше выросло, поскольку его продукция в значительной степени обеспечивала репарационные поставки, которые Финляндия обязана была выплачивать согласно соглашению с СССР 1944 года и мирному договору с антигитлеровской коалицией 1947 года. Важной этапом в развитии концерна стало и получение им заказов от СССР на строительство судов — сначала это были сухогрузы и баржи, а с 1950-х годов — технологически более сложные ледокольные суда.

## Почести
В 1941 году Вильгельм Вальфорс получил почётное звание горного советника.
В 1949 году Вальфорс стал почетным доктором технических наук в Высшей технической школе, в которой он в своё время учился.
Судно производства концерна «Вяртсиля», спущенное на воду в 1968 году, было названо Wilhelm Wahlforss.

## Семья
В 1917 году Вильгельм Вальфорс женился на Сири Йоханне Вреде (1894—1983), дочери барона Каролюса Вреде.
У них родилось двое детей:
- Кристел (род. 1918, в замужестве Рузенлев),
- Сусанна (1921—2008, в замужестве Барнер-Расмуссен).